# Cemitério de Ghencea
O Cemitério Ghencea é um cemitério localizado em Ghencea, setor 6 de Bucareste. O cemitério tem duas seções, uma civil. e outra militar.

## Sepultamentos notáveis
- Gheorghe Argeşanu, general e estadista
- Elena Ceaușescu, ativista comunista, mulher do ditador Nicolae Ceaușescu
- Nicolae Ceaușescu, primeiro presidente da Romênia
- Nicu Ceaușescu, político comunista e terceiro filho do casal Nicolae e Elena Ceaușescu
- Mihai Chiţac, general e Ministro do Interior da Romênia
- Florența Crăciunescu, atleta olímpica
- Gheorghe Cucu, compositor, condutor e folclorista
- Alexandru Șerbănescu, ás de pilotagem na Segunda Guerra Mundial
- Costică Toma, futebolista e treinador
- Nicolae Tonitza, pintor e ilustrador
- Ilie Verdeţ, primeiro-ministro da Romênia
- Corneliu Vadim Tudor, político, poeta, escritor, jornalista e Membro do Parlamento Europeu
- Lucreția Ciobanu, cantora folclorista de Sibiu

## Galeria

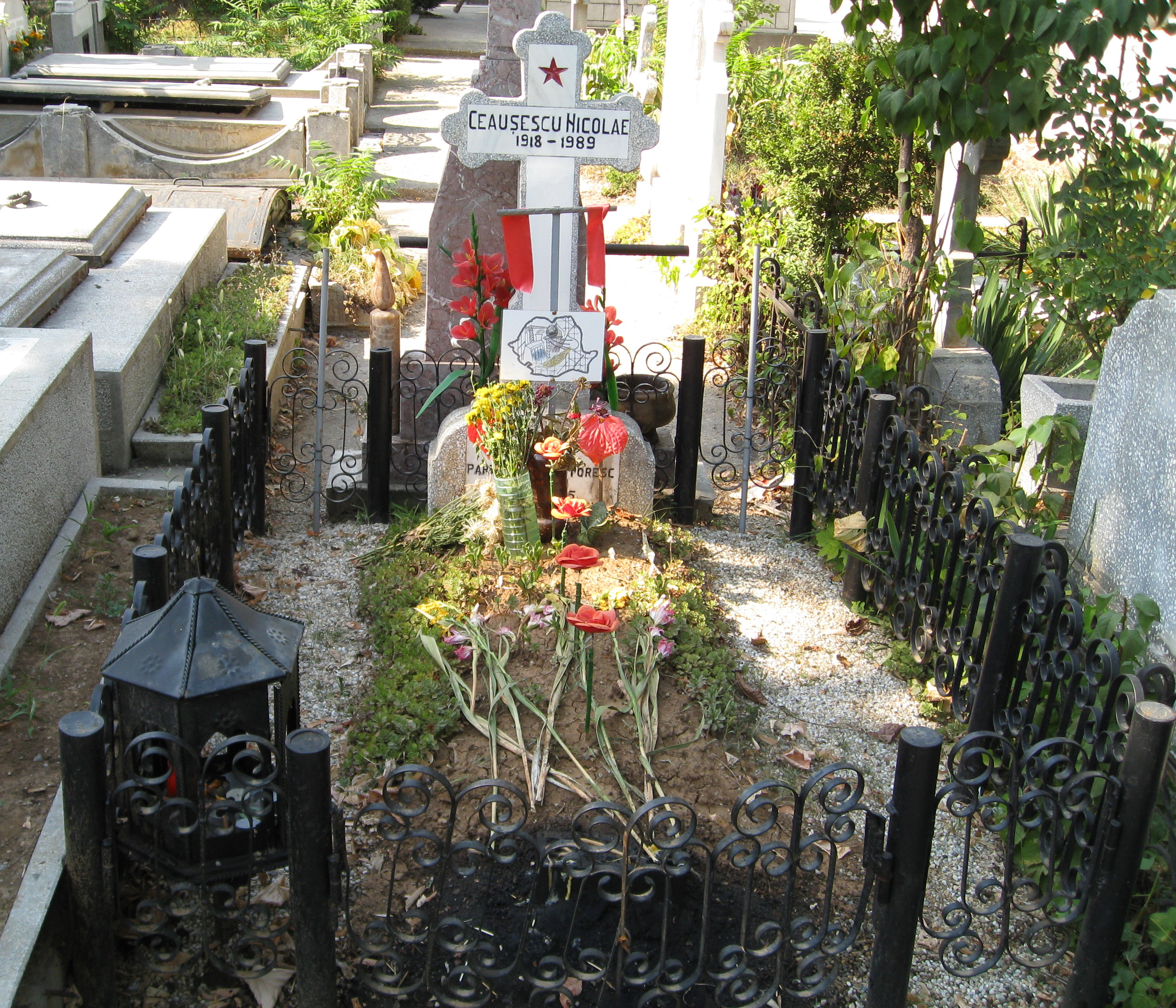
Antiga sepultura de Nicolae Ceaușescu
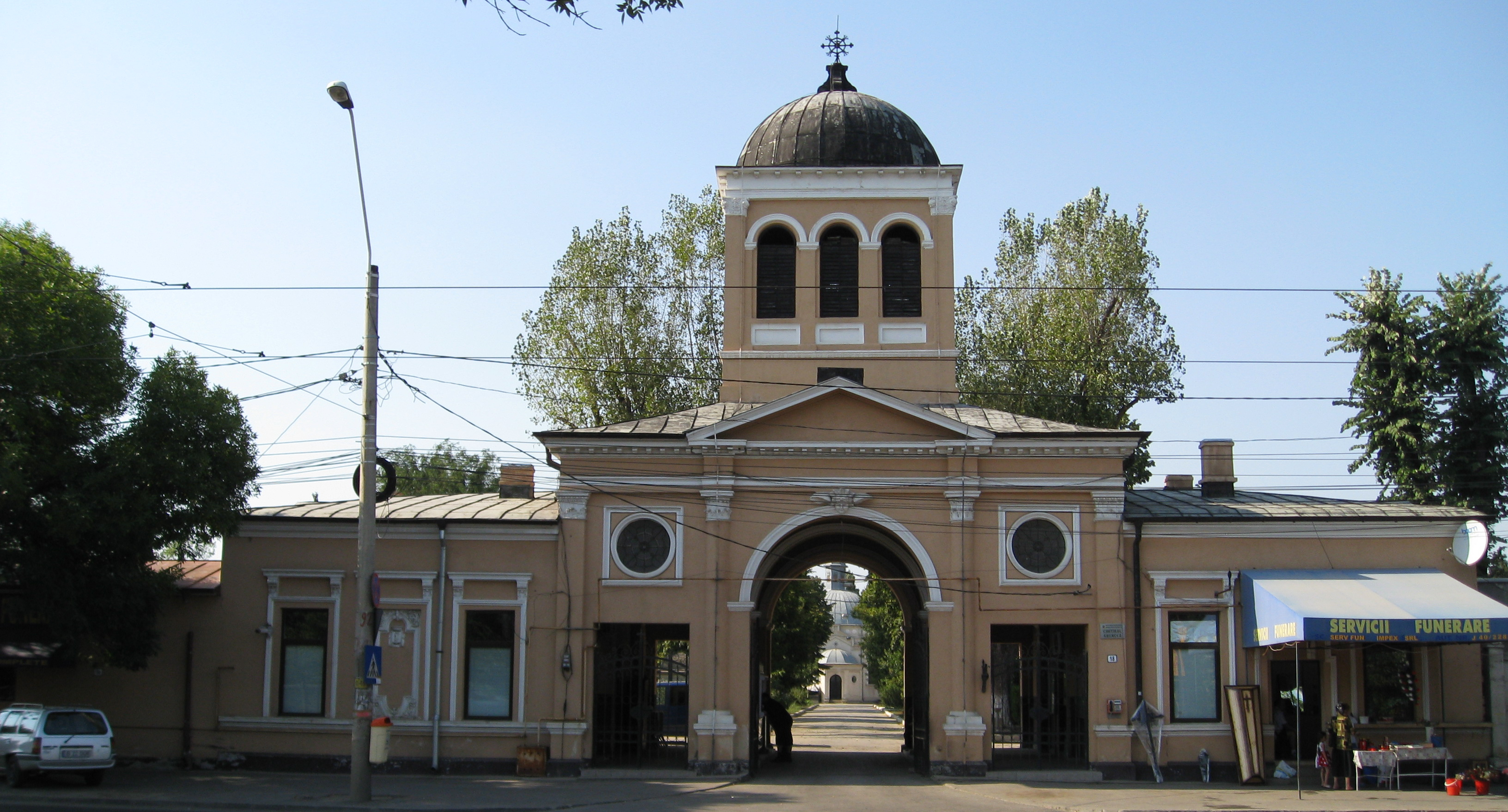
Entrada do Cemitério Civil de Ghencea
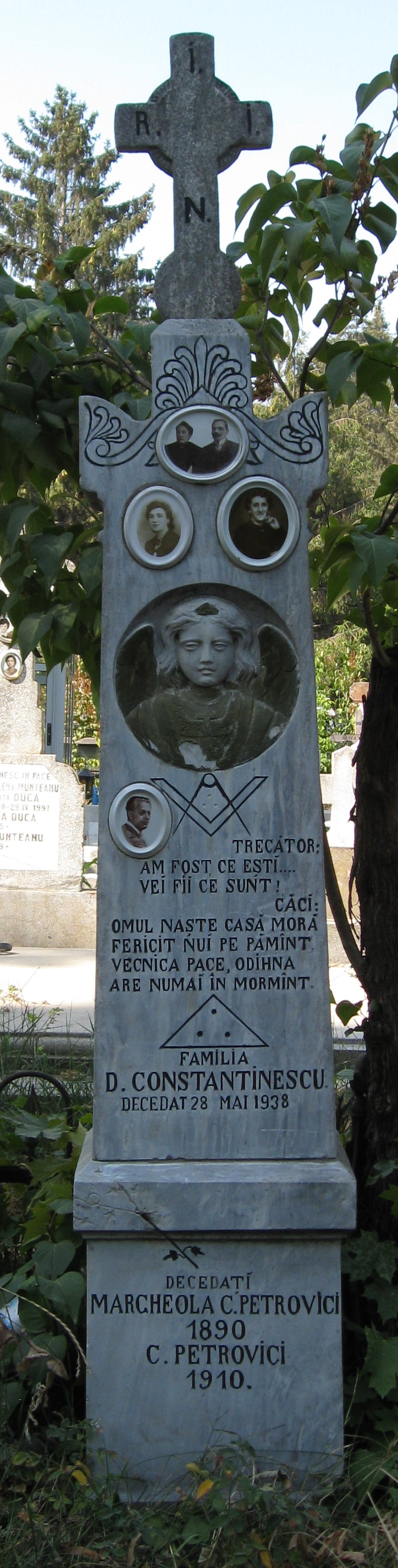
Sepultura no Cemitério de Ghencea, com símbolo da maçonaria
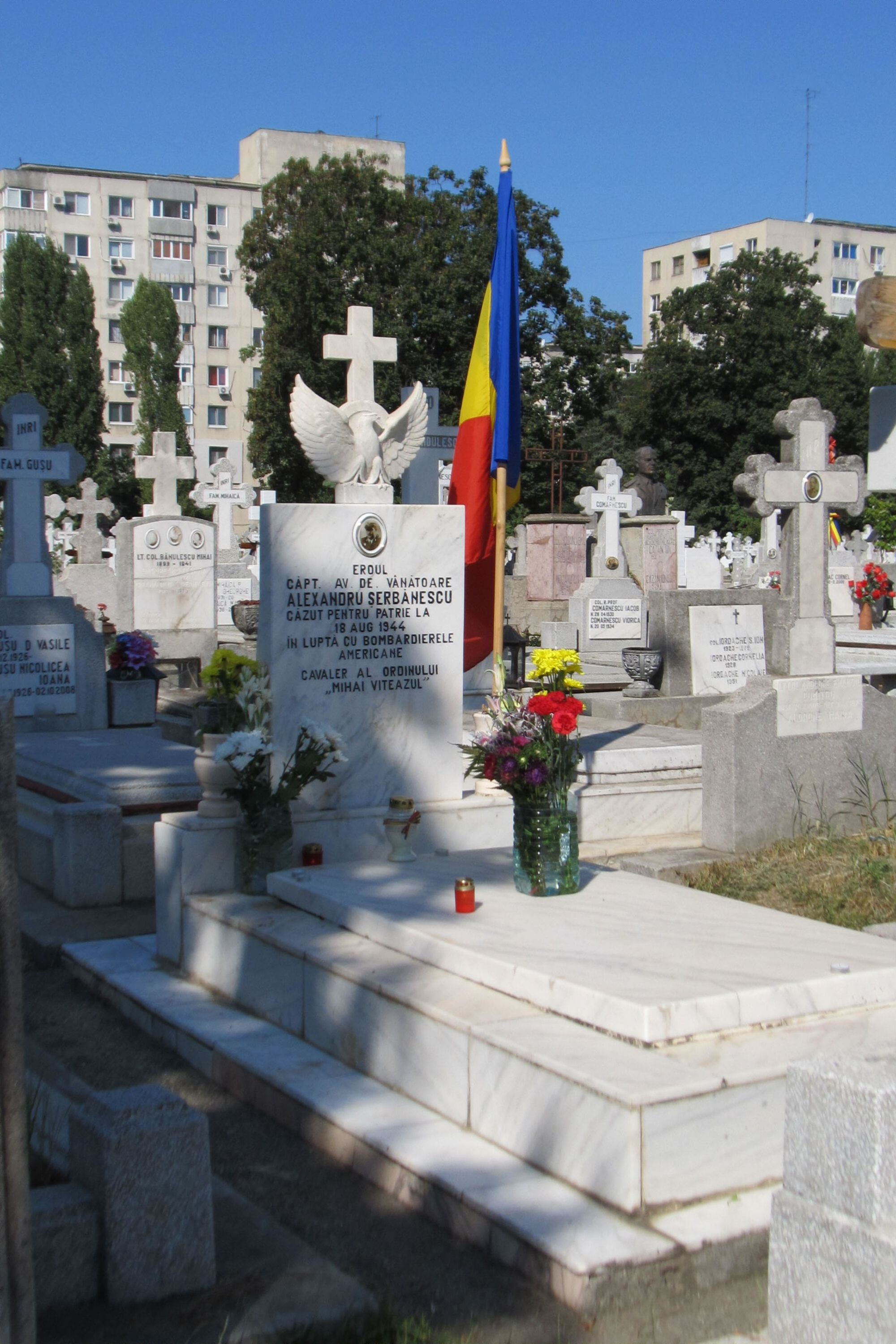
Sepultura de Alexandru Șerbănescu